# Villers-sur-le-Roule
Villers-sur-le-Roule è un comune francese di 695 abitanti situato nel dipartimento dell'Eure nella regione della Normandia.

## Società

### Evoluzione demografica
Abitanti censiti